# Cirrus Logic

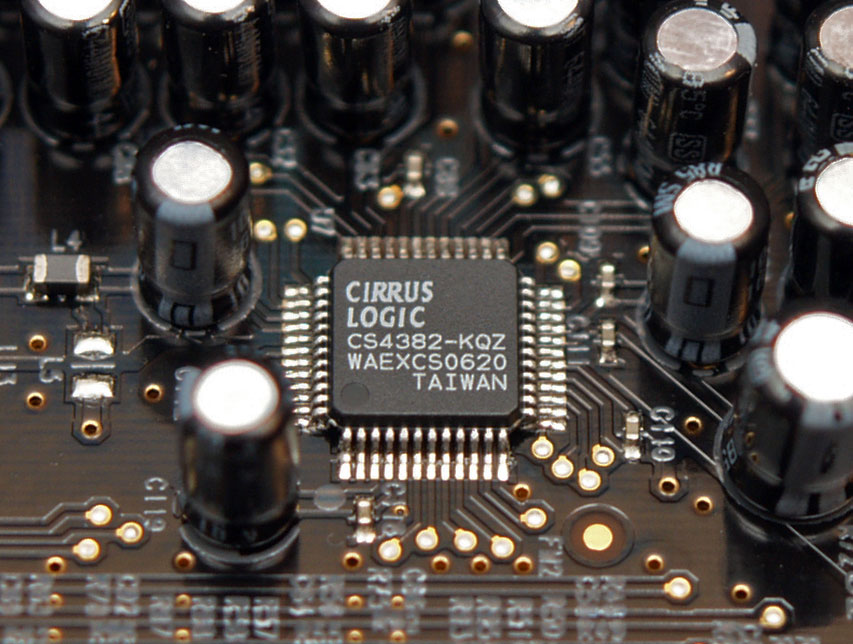
Composant Cirrus Logic.

Cirrus Logic est une société fabless de semi-conducteurs, spécialisée dans l'analogique, le traitement du signal et les DSP. La société a été fondée en 1984 et est basée à Austin au Texas. Ses processeurs audio peuvent être trouvés dans de nombreux amplificateurs home cinema et set-top box. Cirrus Logic fabriqua et vendit également des contrôleurs de modems, de disques durs, de lecteurs CD, de cartes son et des cartes graphiques. Elle fut d'abord nommée Patil Systems, Inc. à Salt Lake City dans l'Utah en 1981, par le Dr Suhas Patil. À son déménagement pour la Silicon Valley en 1984, elle fut renommée Cirrus Logic.